# Marthana
Marthana – rodzaj kosarzy z podrzędu Eupnoi i rodziny Sclerosomatidae.

## Występowanie
Przedstawiciele rodzaju występują w Azji Południowo-Wschodniej.

## Systematyka
Opisano dotąd 26 gatunków kosarzy z tego rodzaju:
| - Marthana affinis Banks, 1930 - Marthana aurata (Roewer, 1955) - Marthana bakeri Roewer, 1955 - Marthana balabacana Suzuki, 1977 - Marthana beharensis (Roewer, 1955) - Marthana birmanica (Roewer, 1955) - Marthana cerata (Roewer, 1912) - Marthana columnaris Thorell, 1891 - Marthana columnaris Roewer, 1955 - Marthana cornifer Loman, 1906 - Marthana cuspidata Loman, in Weber 1892 - Marthana ferruginea (Roewer, 1911) - Marthana furcata Banks, 1930 - Marthana fusca (Roewer, 1912) | - Marthana idjena (Roewer, 1955) - Marthana moluccana (Roewer, 1955) - Marthana negrosensis (Roewer, 1955) - Marthana nigerrima (Müller, 1916) - Marthana niveata (Roewer, 1955) - Marthana perspicillata (Roewer, 1911) - Marthana sarasinorum Roewer, 1913 - Marthana scripta (Roewer, 1955) - Marthana siamensis (Roewer, 1955) - Marthana turrita Thorell, 1891 - Marthana turrita (Roewer, 1910) - Marthana vestita With, 1905 |